# Троглави мишић листа
Троглави мишић листа један је од мишић у задњем делу потколенице. Састоји се од два мишића, трбушастог мишића листа (lat. m. gastrocnemius) и широког мишића листа (lat. m. soleus). Заједно са табанским мишићем (lat. m. plantaris) троглави мишић листа улази у састав површне флексорне групе мишића ноге, који чини главнину на задњем делу листа.

## Анатомија

### Трбушасти мишић листа
Трбушасти мишић листа чини први слој површинских флексора ноге. Садржи две главе које потичу од две јаке тетиве из феморалних кондила:
- Медијална глава потиче од задње површине медијалног кондила бутне кости, позади од адукторског туберкула и поплитеалне површине бутне кости.
- Бочна глава потиче од горњег дела постеролатералне површине латералног бутног кондила, а од доњег дела латералне супракондиларне линије. Сесамоидна кост која се зове фабела често се налази уграђена у латералну главу гастрокнемија.

Две главе трбушасти мишић листа се спајају испод поплитеалне јаме у један велики мишићни сноп који се протеже до средине листа. Како се мишић даље спушта, он почиње да развија широку апонеурозу на својој предњој површини.
Апонеуроза прима тетиву широког мишића листа и постепено се сужава према глежњу да би формирала велику тетиву која се зове калканеална тетива или Ахилова тетива . Петна тетива се даље умеће у средњи део задње површине калканеуса.

### Широки мишић листа
Широког мишића листа  је широк, раван, троугласти мишић који се налази дубоко све до до гастрокнемија. Пружа се од табана дуж задње површини голењаче, преко медијалне границе голењаче и задње површине горње трећине лишњаче.
Широки мишић листа отприлике на средине листа, његова мишићна влакна се конвергују у равну апонеурозу на предњој површини мишића, слично трбушастом мишићу листа. Ова апонеуроза се протеже дистално у тетиву која се спаја са тетивом трбушастог мишића листа и заједно са њом формира калканеалну тетиву 

## Анатомски односи
Две главе трбушастог мишића листа леже површно у односу на широки мишић листа и формирају доње границе поплитеалне јаме. Латерална глава трбушастог мишића листа делимично је прекривена тетивом двоглавог бедреног мишића (lat. m. biceps femoris) док је медијална глава покривена семимембранозним мишићем . Површина трбушастог мишића листа прекривена је дубоком фасцијом која га одваја од мале вене сафене и фибуларног комуникационог и суралног нерава . Дубока површина трбушастог мишића листа је везана за коси поплитеални лигамент, поплитеус, широки мишић листа, плантарис, поплитеалну артерију и вену и голењачни живац.
Дубока површина широког мишића листа је повезана са дугим прегибачем прстију, дугим прегибачем пслца, задњи голењачни мишић, задњу голењачну артерију и вену и голењачни нерв. Ове структуре су одвојене од троглавог мишића листа попречним интермускуларним септумом ноге.

## Функција
Главна функција троглавог мишић листа је да плантарно савија стопало. Поред тога,  део трбушастог мишића листа  помаже у савијању ноге, док широки мишић листа помаже у одржавању стабилног положаја ноге док стојимо на тлуТроглави мишић листа је главни плантарни флексор стопала у скочном зглобу, који омогућава подизање пете против гравитације. Ово обезбеђује снагу током ходања или скакања. Поред тога, трбушасти мишић листау малој мери доприноси савијању ноге у коленском зглобу.
Пошто тежиште тела делује кроз вертикалну линију која пролази испред скочног зглоба, тело има природну тенденцију да се нагне напред. Ово захтева велику континуирану силу повлачења иза зглоба да би се одржала стабилност, за коју се установило да је углавном обезбешује  широки мишић листа. То је због чињенице да је широки мишић  листа у сталном стању контракције током стајања или ходања, што се види и по великом садржају мишићних влакана која се споро трзају, и отпорна су на замор.

## Клинички значај
Клинички, троглави мишић листа је значајан у нееурологији као референтни мишић за нервни корен С1 . Може се укљештити  хернијом диска или фрагментима преломома кичмених пршљенова. Класични симптоми су иритације и бол дуж задњице и задње стране потколенице и слаб или одсутан рефлекс Ахилове тетиве. Поред тога, често је функционално ограничен. Код оболелих пацијената ходање на прстима као и окретање стопала са петом постаје практично немогуће.

## Галерија
- Animation. Gastrocnemius and soleus are shown in different colors.
- Illustration of the gastrocnemius.
- Illustration of soleus.
- Nerves, arteries and veins surround the gastrocnemius and soleus.
- Cross section of the lower leg, with triceps surae at back (soleus and gastrocnemius)
- Nerves and blood-vessels overlying the triceps surae